# Brita Rosladin
Brita Rosladin, född 1626, död 15 februari 1675, var en svensk friherrinna och en politiskt inflytelserik medlem av den svenska adeln. Hon är känd för sin supplikantverksamhet, som hon bedrev genom sitt kontaktnät och genom sin makes ämbete.

## Biografi
Brita Rosladin var dotter till Fritz Petrovitj Rosladin och Christina Posse. Hon gifte sig 1655 med Sten Nilsson Bielke, som var riksskattmästare 1672–1684, och blev mor till Ture Stensson Bielke.
Brita Rosladin ansågs av sin samtid ha ett så stort inflytande över sin man att han, enligt italienaren Lorenzo Magalotti, inte ens hade mycket att säga till om i sitt eget hem. Hon ska ha styrt familjens ekonomi, och ansågs ha ett mycket stort inflytande över politiken. Enligt samtiden anlitades hon flitigt och vanligen med framgång av supplikanter, för att tala med sin make på deras vägnar i olika ändamål.
Österrikes sändebud von Sternberg rapporterade bland annat att det enda man behövde göra för att utverka något av riksskattmästare Bielke var att muta hans hustru. (1673) 
Det saknas konkreta beskrivningar av vad hon åstadkom och vilka hon hjälpte fram, men år 1674 agerade både hon och Maria Eufrosyne av Pfalz för en tjänst åt Catharina Wallenstedts make.
Brita Rosladin avled enligt danske sändebudet Kristoffer Lindelou av ett slaganfall under ett inbrott.  